# Ralston Purina

Logo von Purina

Ralston Purina Company war ein US-amerikanischer Tiernahrungskonzern mit Hauptsitz in St. Louis im US-Bundesstaat Missouri.
1894 gründet William H. Danforth (1870–1955) die Robinson Danforth Commission Company, die spezielle Nahrung für Farmtiere herstellt. Der Name Purina entstand aus dem Firmenslogan „Where purity is paramount“ (etwa „Reinheit ist unser höchstes Gebot“). Das Logo mit den neun roten und weißen Quadraten (Checkerboard) entwickelte sich nach Firmenangaben aus William H. Danforth Kindheitserinnerungen an eine Nachbarfamilie, die ihre Kinder in rot-weiß karierten Anzüge kleidete. 1902 übernahm William H. Danforths dieses Muster für seine Produkte.
Um 1950 nutzte das Unternehmen Purina seine Erfahrungen in der Entwicklung gewerblicher Tiernahrung, um mit Purina Dog Chow eine nach ernährungswissenschaftlichen Gesichtspunkten zusammengestellte Hundenahrung zu produzieren, die im Lebensmitteleinzelhandel vertrieben wurde. 1962 folgte Purina Cat Chow für Katzen, in den folgenden Jahren kamen weitere Produkte zur Ernährung von Katzen und Hunden hinzu.
2001 wurde Ralston Purina vom schweizerischen Lebensmittelkonzern Nestlé übernommen, der in Deutschland seine Tiernahrung über das Tochterunternehmen Nestlé Purina PetCare Deutschland GmbH mit Sitz in Euskirchen vertreibt.